# 格雷戈·多赫蒂
格雷戈·多赫蒂（英語：Greg Docherty；1996年9月10日—）是一位蘇格蘭足球運動員。在場上的位置是中場。現效力於英冠球隊侯城。他在9歲時就加入了咸美頓。